# Acta Sanctorum in Selio
Acta sanctorum in Selio es un trabajo anónimo hagiográfico en latín sobre Sunniva y otros santos de Selje, Noruega. Se supone que fue escrito a inicios de la década de 1170. El benedictino Oddr Snorrason lo usó como fuente primaria para su obra Óláfs saga Tryggvasonar.
El texto se basa en la historia de Sunniva, una princesa irlandesa que escapa de las embestidas vikingas en su tierra natal con un grupo de seguidores. Los primeros asentamientos se establecen en las islas noruegas de Selje y Kinn, bajo el dominio del jarl de Lade Håkon Sigurdsson. Los vecinos noruegos en la península sospechaban que los cristianos robaban su ganado de corderos y presentaron sus quejas a su jarl. Hákon se dirigió a la isla con un contingente armado con la intención de acabar con la amenaza extranjera. Cuando los cristianos se dan cuenta de lo que acontece, se esconden en las cuevas de la isla y rezan a su Dios para que cierre la entrada de las cuevas y evitar la matanza. Las rocas impidieron la entrada de los verdugos pero también mataron a los irlandeses. 
En los años posteriores una luz milagrosa se podía ver sobre la isla. El rey cristiano Olaf Tryggvason fue a investigar y encontró los huesos perfumados de los mártires y el cuerpo incorrupto de Sunniva; el rey ordenaría la construcción de un templo en ese lugar, donde los restos de Sunniva serían colocados en un cofre. En 1170 las reliquias se transladarían a antigua catedral de Bergen.